# Sáh

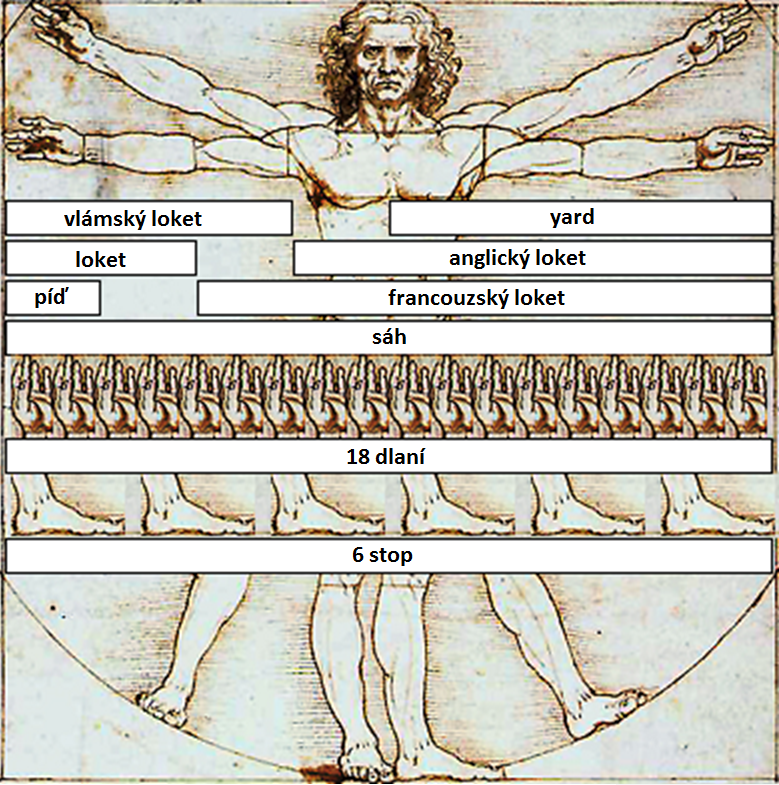
Antropometrické délkové míry přirovnané k lidskému tělu

Sáh je historická antropometrická délková míra odvozená od rozpětí rozpažených rukou dospělého člověka. Její velikost se v různých kulturách a obdobích pohybovala většinou od 1,8 do 1,9 metru, některé sáhy ale byly kratší než 1,7 nebo naopak delší než 2 metry. Anglický (imperiální) nebo vídeňský sáh se rovnal 6 stopám.

## Tabulka
Název sáh v různých jazycích uvádí tabulka níže spolu s délkou příslušné místně používané jednotky. Délka sáhu se v některých zemích průběhem času měnila a v důsledku toho se někde změnil i její název.
| Jazyk         | Název                                | Délka v metrech | Poznámka                                  |
| ------------- | ------------------------------------ | --------------- | ----------------------------------------- |
| angličtina    | fathom                               | 1,8288          | přesně (od 1959), 2 yardy = 6 stop        |
| čeština       | sáh                                  | 1,7928          |                                           |
| čínština      | bu (噚)                              | 1,66            |                                           |
| dánština      | favn                                 | 1,883124        |                                           |
| estonština    | süld                                 | 2,1336          |                                           |
| finština      | syli                                 | 1,852           |                                           |
| francouzština | toise (kolem r. 1150), brasse (1409) | ~1,949          |                                           |
| hindština     | Sana lamjel                          | —               | Manipur                                   |
| chorvatština  | hvat                                 | 1,8964838       | vídeňský sáh                              |
| italština     | braccio                              | ~1,65           |                                           |
| japonština    | hiro (尋)                            | ~1,818          |                                           |
| litevština    | sieksnis                             | 1,95            |                                           |
| maďarština    | öl                                   | 1,8964838       | vídeňský sáh                              |
| maltština     | qasba                                | ~2,096          |                                           |
| němčina       | Klafter, Faden = 6 Fuß               | — resp. ~ 1,8   |                                           |
| nizozemština  | vadem, vaam                          | 1,883679        |                                           |
| norština      | favn (Bokmål), famn (Nynorsk)        | 1,882           | [ 1 ]                                     |
| polština      | sążeń                                | 1,728           |                                           |
| portugalština | braça                                | 2,2             | v r. 1862 při konverzi na metrický systém |
| ruština       | morskaja sažeň (морская сажень)      | 1,852           |                                           |
| sanskrt       | vyama                                | —               |                                           |
| slovenština   | siaha                                | 1,8964838       | vídeňský sáh, 6 stop                      |
| srbština      | hvat (хват)                          | 1,8964838       | vídeňský sáh, 6 stop                      |
| starořečtina  | orguia                               | 1,8542          |                                           |
| španělština   | braza                                | 1,6718          |                                           |
| švédština     | famn                                 | 1,7814          |                                           |
| thajština     | wa (วา)                              | 2,0             |                                           |
| turečtina     | kulaç                                | 1,83            |                                           |

## Sáh v českých zemích
V Česku byly historicky používány český (dnes staročeský) a vídeňský sáh, rozšířený v celé rakouské monarchii a na Balkáně. Staročeský sáh byl roven třem pražským loktům a do jedné české míle jich bylo 4 200.

## Sáh vUhersku
V Uhersku včetně Slovenska se sáh používal i jako plošná, objemová a hmotnostní jednotka, podobně jako v Británii. Čtvereční sáh byl základní plošnou mírou, která je uváděna v tereziánském urbáři (3,5996 m2). Prostorovým sáhem se měřil objem dřeva, jednalo se objem kvádru výšky a délky jednoho sáhu a šířky půl sáhu a jeho objem byl 3,4 m3. Mimo to se sáh používal k měření hmotnosti sena a představoval asi 1 725 kg. 

## Angloamerická měrná soustava
V angloamerické měrné soustavě patří sáh (fathom) dnes k nautickým jednotkám a má délku 1,8288 metru a užívá resp. užíval se zejména při stanovení hloubky dna, délky kotevního lana a řetězu nebo délky šňůry velrybářské harpuny (standardně až 150 sáhů). Proto se graf hloubky dna nazývá fathogram, mořské vrstevnice fathomové čáry atp. Hloubkoměrné lano do asi 100 sáhů mívalo vždy po sáhu hmotnou značku, např. uzel pro počítání sáhů hloubky podle zvuku, čemuž se říkalo "in soundings", delší byly bez takových značek "offsoundings".
Sáh (fathom) je roven:
- 2 yardy (1 yard je 0,5 sáhu)
- 6 stop
- 72 palců čili coulů

Až do „nedávné“ minulosti (prvních desetiletí 20. století) byl fathom v Anglii (Spojeném království) také běžná suchozemská, ale i plošná, objemová a hmotnostní jednotka, podobně jako v Uhersku.